# Giornata internazionale dei rom, sinti e camminanti
La Giornata internazionale dei rom o Giornata internazionale dei rom, sinti e camminanti è una ricorrenza annuale per celebrare la cultura rom e sensibilizzare l'opinione pubblica sui problemi dei rom, sinti e camminanti.

## Origine
La giornata è stata ufficialmente dichiarata nel 1990 a Serock, in Polonia, sede del quarto Congresso mondiale dell'Unione Internazionale dei Rom (IRU), in onore del primo grande incontro internazionale di rappresentanti dei rom, dal 7 al 12 aprile 1971 a Chelsfield, vicino a Londra. In quella circostanza, per indicare la nazione romanì - che comprende i sottogruppi dei Kalderash, Lovari, Lăutari, Manouches e tanti altri - fu scelto il nome rom, che significa uomo.

## Reazioni internazionali
- Papa Giovanni Paolo II ha esortato i fedeli a trattare i rom con compassione e rispetto
- Nel 2004, Adam Ereli del Dipartimento di Stato americano ha affrontato le continue violazioni dei diritti umani subite dai rom e ha chiesto ai governi europei di incoraggiare la tolleranza
- Nel 2006, Maud de Boer-Buquicchio, vice segretario generale del Consiglio d'Europa, ha espresso le sue preoccupazioni per il crescente antiziganismo e ha incoraggiato le popolazioni rom europee ad agire per migliorare le loro povere condizioni di vita, il risultato di una discriminazione diffusa e di lunga data[3]
- Nel 2009, la Segretaria di Stato americana Hillary Clinton ha parlato dell'impegno degli Stati Uniti a proteggere e promuovere i diritti umani dei rom in tutta Europa[4].